# ساوت یوبا سیتی (کالیفرنیا)
ساوت یوبا سیتی (به انگلیسی: South Yuba City) یک منطقهٔ مسکونی در ایالات متحده آمریکا است که در شهرستان سوتر، کالیفرنیا واقع شده‌است. ساوت یوبا سیتی ۸٫۴ کیلومتر مربع مساحت و ۱۲٬۶۵۱ نفر جمعیت دارد و ۱۶ متر بالاتر از سطح دریا قرار دارد.